# ザ・ヒットパレード (ラジオ番組)
『ザ・ヒットパレード』は、1979年10月8日〜2000年3月24日まで放送されていたTBSラジオ（旧・東京放送ラジオ部門）のラジオ番組。

## 概要
歌謡曲のランキングをテーマに扱う番組で、メインパーソナリティーは初回からの小川哲哉が務めた。主にナイターのシーズンオフ期に放送された。また、シーズン中の雨傘番組として放送されたことも一時期あった。基本的には関東地方を対象とするローカル番組として放送されたが、その他の番組はJRN系列他にも配信されていた（曜日によっては地方局向けに裏送りバージョンが制作されていた）。放送初期に当たる『毎日がベストテン』『毎日が電話リクエスト』『まんてん電リクランド』『毎日がベストテン NOW BEST3』では、大手ファストフードチェーンのロッテリアが単独協賛スポンサーを務めた。なお、キー局のTBSラジオでの初期番組スポンサーはロッテリア以外の複数社だった。
またオープニングでは初回から最終回まで小川哲哉のキャッチで「毎日がベスト・テン！！」のコールでスタートしていた。
後番組は『e-NITE』。なお、フジテレビ制作のテレビ番組『ザ・ヒットパレード』は、番組名は同じだが当番組とは何の関連性も持たない。

## 番組の変遷

### ザ・ヒットパレード 毎日がベストテン
- （月曜）ニューミュージックベストテン
- （火曜）有線放送ベストテン（後の『週間有線カウントダウン』）
- （水曜）ヤングアイドルベストテン
- （木曜）演歌ベストテン
- （金曜）週間総合ベストテン

パーソナリティ
- 小川哲哉（初回から1984年度までの月曜から金曜までの全日を担当。1985年～1986年3月までは月～木を担当。）
- 小堺一機（1985年度のみ、金曜）

オープニングテーマ
- スペクトラム「ミーチャン GOING TO THE HOIKUEN」

放送時間
- 1979年度：平日20:30〜21:30 （この当時は「近田春夫コーナー」「今週の歌」「芸能情報」などのコーナーが存在）
- 1980年度：平日19:00〜20:00 （この当時は「エミ子の長いつきあい」を内包）
- 1981年度：平日21:00〜21:40
- 1982年度〜1985年度：平日19:00〜19:55 （これ以降1985年度まで平日18時台〜19時台のワイド番組「小川哲哉のぶっちぎりラジオ」内で放送）

### ザ・ヒットパレード 毎日がベストテン/あの歌をもう一度
1986年度〜1988年度のナイターオフ期間の19:00〜20:55に放送。『毎日がベストテン』は19時台、『あの歌をもう一度』は20時台。

『あの歌をもう一度』は以下のジャンルごとに放送。
- 『アイドルプレイバック』（1986年度・月曜 → 1987年度・水曜）
- 『想い出のキャンパスミュージック』（火曜）
- 『ポップスグラフィティ』（1986年度・水曜 → 1987年度・月曜）
- 『演歌アダルト歌謡大全集』（木曜）
- 『映画音楽 ムードミュージック大全集』（金曜）

パーソナリティ
- 1986年度
  - 高山栄（月曜・水曜・金曜）
  - 林美雄（火曜・木曜）
- 1987年度
  - 『毎日がベストテン』
    - 林正浩（月曜・火曜）
    - 浦口直樹、立花理佐（水曜）
    - 林美雄（木曜・金曜）

  - 『あの歌をもう一度』
    - 宮内鎮雄（月曜・金曜）
    - 林美雄（火曜・木曜）
    - 鈴木順（水曜）
- 1988年度
  - 『毎日がベストテン』
    - 林正浩（月曜・火曜）
    - 宮沢隆（水曜）
    - 山田二郎（木曜・金曜）

  - 『あの歌をもう一度』
    - 鈴木順（月曜）
    - 林美雄（火曜・木曜）
    - 宮内鎮雄（水曜・金曜）

### ザ・ヒットパレード あの歌をもう一度
1989年度のナイターオフ期間の平日19:00〜20:55に放送
パーソナリティ
- 林正浩（月曜・火曜）
- 小島一慶（水曜・木曜）
- 金曜は林、小島が隔週で出演

### ザ・ヒットパレード（無印 1990年度）
1990年度ナイターオフ期間の19:00〜20:00に放送
パーソナリティ
- 林正浩（月曜・火曜）
- 林美雄（水曜・木曜）
- 関谷浩至、千堂あきほ（金曜）

### ザ・ヒットパレード 花の歌謡ランキング/歌謡エバーグリーン
1991年度のナイターオフ期間の19:00〜20:55に放送（前年度まで続いた「ゴールデン・ワイド」の後継枠）

『花の歌謡ランキング』は19時台、『歌謡エバーグリーン』は20時台。
パーソナリティ
- 林正浩（月曜・火曜）
- 林美雄（水曜・木曜）
- 笑福亭笑瓶、酒井ゆきえ（金曜）

オープニングテーマ
- ザ・プレイヤーズ「Wonderful Guys」

CMフィラー
- 稲垣潤一「悲しきダイヤモンド・リング」(インストゥルメンタル集・「アナザー・ページ」から八木信夫演奏)

### ザ・ヒットパレード 歌謡エバーグリーン
1992年度・1993年のナイターオフ期間の19:00〜20:55に放送
パーソナリティ
- 1992年度
  - 向井政生（月曜・金曜）
  - 戸崎貴広（火曜）
  - 林美雄（水曜・木曜）
  - 加藤紀子（金曜）
- 1993年度
  - 戸崎貴広（月曜）
  - 林正浩（火曜・水曜）
  - 向井政生（木曜）
  - 松宮一彦（金曜）※この年度、金曜日は20時まで。20:00〜20:55は同じ松宮パーソナリティの『サーフ&スノウ』を放送。

### ザ・ヒットパレード ベストソングブック
1994年度のナイターオフ19:00〜21:00に放送
パーソナリティ
- 長峰由紀（火曜）
- 戸崎貴広（水曜）
- 畑杏子（木曜）
- 向井政生（金曜）

### ザ・ヒットパレード（無印 1995年度）
1995年度ナイターオフ期間の19:00〜20:00に放送
パーソナリティ
- 小島一慶（火曜「週刊有線カウントダウン」）
- 戸崎貴広（水曜）
- 朝岡聡（木曜）
- 浦口直樹（金曜）

### ザ・スーパーヒットパレード
1996年度のナイターオフ19:00〜21:00に放送
パーソナリティ
- 朝岡聡（火曜・木曜）
- 小島一慶（水曜・金曜「週刊有線カウントダウン」）

### ザ・ヒットパレード（無印 1997年度 - 1999年度）
1997年度〜1999年度のナイターオフ20:00〜22:00に放送。1996年度より1時間繰り下がる。
パーソナリティ
- 1997年度
  - 小島一慶（月曜「週刊有線カウントダウン」、水曜）
  - 朝岡聡（火曜・木曜）
  - 松宮一彦（金曜）
- 1998年度
  - 小島一慶（火曜〜金曜）
  - （火曜「週刊有線カウントダウン」、水曜「バック・トゥ・ジ・イヤー」、木曜「ヒットメーカーグラフィティ」、金曜「スーパー電話リクエスト」）
- 1999年度
  - 小島一慶（火曜「週刊有線カウントダウン」、木曜「ヒットメーカーグラフィティアゲイン」）
  - 朝岡聡（水曜「エバーグリーンミュージック」）
  - 浦口直樹（金曜「スーパー電話リクエスト」）

### ザ・ヒットパレード週刊有線カウントダウン
パーソナリティ
- 小島一慶

※有線放送会社のキャンシステムが行うリクエストチャートを紹介していた。後に「ザ・ヒットパレード」の冠を外した上で2000年9月まで継続された。詳しくは当該項を参照。ザ・ヒットパレード時代の末期には武方直己アナ（当時）も担当した事があった。

## 上記ワイド枠以外の「ザ・ヒットパレード」

### ザ・ヒットパレード 毎日がベストテン NOW BEST3
北海道放送、東北放送、中部日本放送、ラジオ関西（後に関西地区はラジオ大阪にもネット）、中国放送、RKB毎日放送などの地方局向けに制作された10分番組。
前身番組は同じくロッテリア協賛の『ロッテリア ホット ホット ヒット』（パーソナリティ・鈴木ヒロミツ、後に浜田省吾）。
『NOW BEST3』としての放送は1986年9月で終了し、同10月より『杉山清貴のロッテリア・サウンドウェーブ』がスタート（1989年4月まで）。
パーソナリティ
松宮（るんるんナイト ワオ!）、エド（エド山口のまんてんワイド）、所（進め!おもしろバホバホ隊）はいずれも当時の夜ワイド番組のパーソナリティ。
- 小川哲哉（1981年4月～1982年9月）
- 松宮一彦（1982年10月～1983年9月）
- エド山口（1983年10月～1984年9月）
- 所ジョージ（1984年10月～1986年9月）

### 夜ワイド番組枠 (21時以降) 内コーナーの「ザ・ヒットパレード」

#### ザ・ヒットパレード 毎日が電話リクエスト
1982年10月～1983年10月、「るんるんナイト ワオ!」枠内に放送。
パーソナリティ
- （月曜・水曜・金曜）松宮一彦
- （火曜）斉藤清六、山口良一
- （木曜）コサラビ（小堺一機、ラビット関根）（後のコサキンDEワァオ!まで続くコサキンシリーズの始まり）

#### ザ・ヒットパレード まんてん電リクランド
1983年10月～1984年10月、「エド山口のまんてんワイド」枠内に放送。ロッテリア提供の「ザ・ヒットパレード」シリーズは最後。後継番組の「進め!おもしろバホバホ隊」ではロッテリアは引き続き提供。
パーソナリティ
- エド山口

### 雨傘番組としての「ザ・ヒットパレード」

#### ザ・ヒットパレードスペシャル 小川哲哉の歌謡曲で全力投球!
1982年度〜1983年度のナイターレインコート番組として、JRN系列でオンエア。放送は火曜日〜木曜日と土曜日・日曜日。関西では朝日放送経由。のちのプロ野球ネットワークに当たる。
パーソナリティ
- 小川哲哉

#### ザ・ヒットパレードスペシャル 生島ヒロシの歌謡曲で大盛況!
同じ年のナイターレインコート番組としてJRN系列でオンエア。放送は月曜・金曜。当番組の場合、関西では毎日放送経由。のちのプロ野球東西南北に当たる。
パーソナリティ
- 生島ヒロシ